# Cratere Obatala
Obatala è un cratere sulla superficie di Rea.